# Torrecilla del Pinar
Torrecilla del Pinar település Spanyolországban, Segovia tartományban. Torrecilla del Pinar Fuentidueña, Lastras de Cuéllar, Hontalbilla, Adrados, Cozuelos de Fuentidueña, Fuentepiñel és Fuente el Olmo de Fuentidueña községekkel határos. Lakosainak száma 179 fő (2024).

## Népesség
A település népessége az elmúlt években az alábbi módon változott:
| Lakosok száma | 307  | 284  | 255  | 234  | 219  | 216  | 198  | 191  | 179  | 179  |
|               | 2001 | 2004 | 2007 | 2009 | 2012 | 2014 | 2017 | 2019 | 2022 | 2024 |